# Hermann von Kamlah
Moritz Franz Hermann Kamlah, seit 1896 von Kamlah (* 3. September 1840 in Vienenburg; † 1. September 1919 in Hannover) war ein preußischer Generalleutnant.

## Leben

### Herkunft
Hermann war der Sohn des Domänenpächters Adolf Kamlah (1799–1865) in Vienenburg und dessen Ehefrau Wilhelmine Henriette, geborene Grumbrecht (1807–1845). 

### Militärkarriere
Kamlah besuchte das Kadettenkorps in Hannover und trat am 26. Juni 1859 in das 5. Infanterie-Regiment der Hannoverschen Armee ein. Er avancierte bis Mitte Juni 1866 zum Premierleutnant und wurde nach dem verlorenen Krieges gegen Preußen und der Annexion des Königreichs Hannover im März 1867 in die Preußische Armee übernommen. Zunächst wurde er dem 5. Pommerschen Infanterie-Regiment aggregiert und Mitte Oktober 1867 einrangiert. Während des Krieges gegen Frankreich wurde Kamlah in der Schlacht bei Gravelotte am 18. August 1870 durch einen Bajonettstich leicht verwundet und am 10. Januar 1871 durch Kabinettsorder unter Beförderung zum Hauptmann zum Kompaniechef ernannt. Für sein Wirken erhielt er zudem das Eiserne Kreuz II. Klasse.
Im weiteren Verlauf seiner Militärkarriere war Kamlah etatmäßiger Stabsoffizier im Brandenburgischen Füsilier-Regiment Nr. 35 und vom 16. Juni 1891 bis 17. Juni 1895 als Oberst Kommandeur des Infanterie-Regiments Nr. 98. Im Anschluss zum Generalmajor befördert, war Kamlah Kommandeur der 35. Infanterie-Brigade in Flensburg. In dieser Eigenschaft wurde er am 18. Januar 1896 in den erblichen preußischen Adelsstand erhoben und am 15. Juni 1898 mit dem Charakter als Generalleutnant zur Disposition gestellt.
Nach seiner Verabschiedung erhielt er am 19. Dezember 1903 die Berechtigung zum Tragen der Uniform des Füsilier-Regiments „General-Feldmarschall Prinz Albrecht von Preußen“ (Hannoversches) Nr. 73 und nach Beendigung der Herbstmanöver 1907 zwischen dem VII. und X. Armee-Korps verlieh ihm Wilhelm II. den Stern zum Roten Adlerorden II. Klasse mit Eichenlaub.

### Familie
Er heiratete am 31. Oktober 1871 in Stralsund Felicitas von der Lancken (1852–1927). Das Paar hatte folgende Kinder:
- Alice (* 1872) ⚭ 1892 Alfred Degener, preußischer Oberst; Eltern von Joachim Degener
- Felix (1877–1945), preußischer Major ⚭ 1905 Maria von Kleist (1883–1943)
- Herta (* 1878) ⚭ 1902 Rudolf Bartels, deutscher Konteradmiral
- Margot (* 1883) ⚭ 1920 Bodo von Rodewald